# جورجيا ماك كينزي
جورجيا ماك كينزي (بالإنجليزية: Georgia Mackenzie)‏ هي ممثلة بريطانية، ولدت في 1973 بلندن في المملكة المتحدة.

## وصلات خارجية
- جورجيا ماك كينزي على موقع IMDb (الإنجليزية)
- جورجيا ماك كينزي على موقع ألو سيني (الفرنسية)
- جورجيا ماك كينزي على موقع أول موفي (الإنجليزية)
- جورجيا ماك كينزي على موقع قاعدة بيانات الأفلام السويدية (السويدية)
- جورجيا ماك كينزي على موقع قاعدة بيانات الفيلم (الإنجليزية)
- جورجيا ماك كينزي على موقع كينوبويسك (الروسية)